# San Vicente, Churintzio
San Vicente är en ort i Mexiko.   Den ligger i kommunen Churintzio och delstaten Michoacán de Ocampo, i den centrala delen av landet, 300 km väster om huvudstaden Mexico City. San Vicente ligger 1 758 meter över havet och antalet invånare är 157.
Terrängen runt San Vicente är kuperad västerut, men österut är den platt. Runt San Vicente är det ganska glesbefolkat, med 28 invånare per kvadratkilometer. Närmaste större samhälle är La Piedad Cavadas, 18,2 km nordost om San Vicente. I omgivningarna runt San Vicente växer huvudsakligen savannskog.